# San Martín del Río
San Martín del Río ist ein Ort und eine Gemeinde (municipio) mit nur noch 136 Einwohnern (Stand: 2024) im äußersten Norden der Provinz Teruel in der autonomen Region Aragonien im östlichen Zentrum von Spanien. Die Gemeinde gehört zur bevölkerungsarmen Serranía Celtibérica.

## Lage und Klima
San Martín del Río liegt am Río Jiloca der Sierra de Cucalón in ca. 780 m Höhe und ist ca. 55 km (Fahrtstrecke) in nordnordwestlicher Richtung von der Provinzhauptstadt Teruel entfernt.
Das Klima ist trotz der Höhenlage gemäßigt bis warm; Regen (ca. 472 mm/Jahr) fällt übers Jahr verteilt.

## Bevölkerungsentwicklung
| Jahr      | 1970 | 1981 | 1991 | 2001 | 2011 | 2021 |
| Einwohner | 654  | 439  | 351  | 269  | 190  | 133  |

## Sehenswürdigkeiten

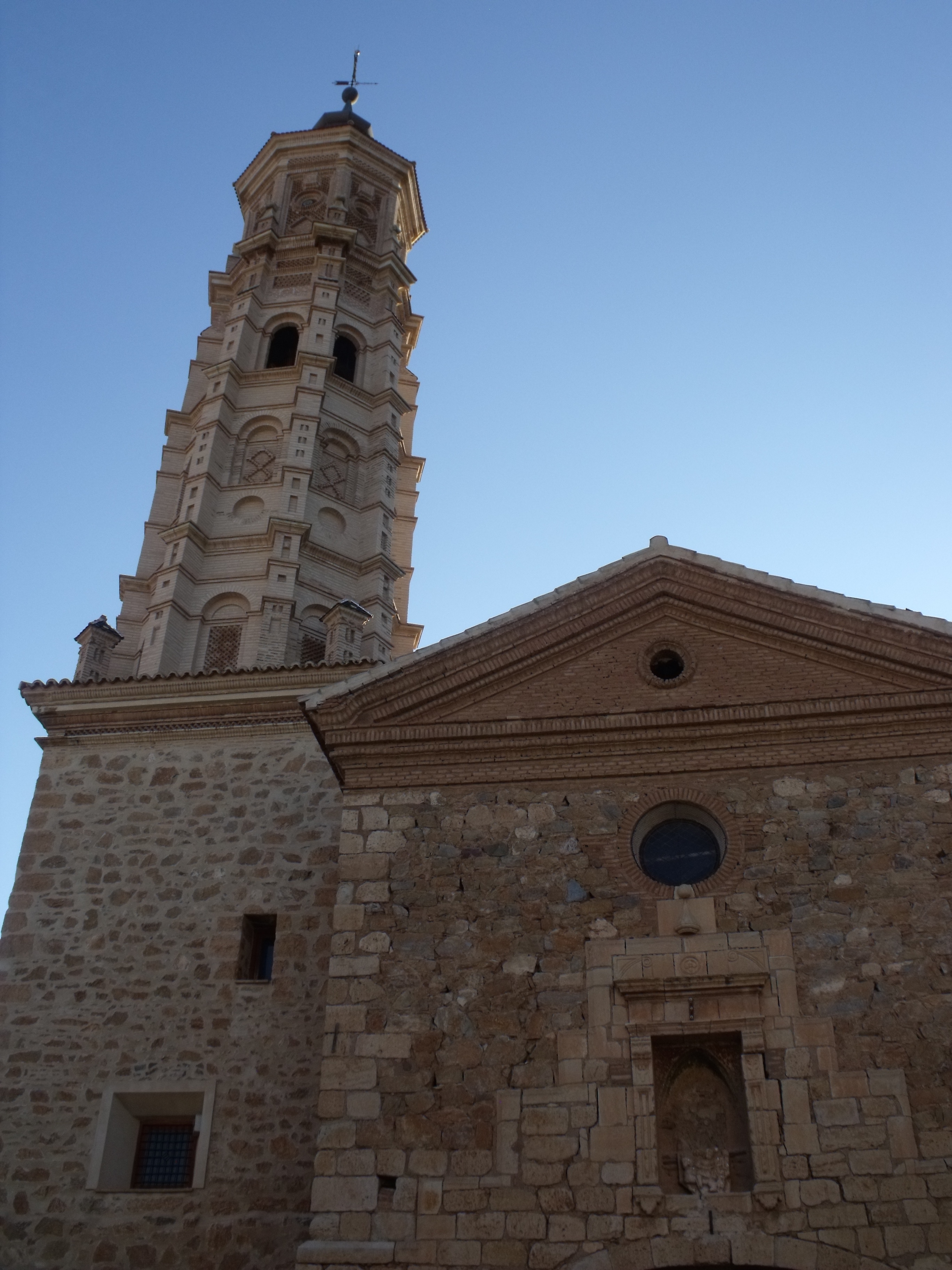
Martinskirche
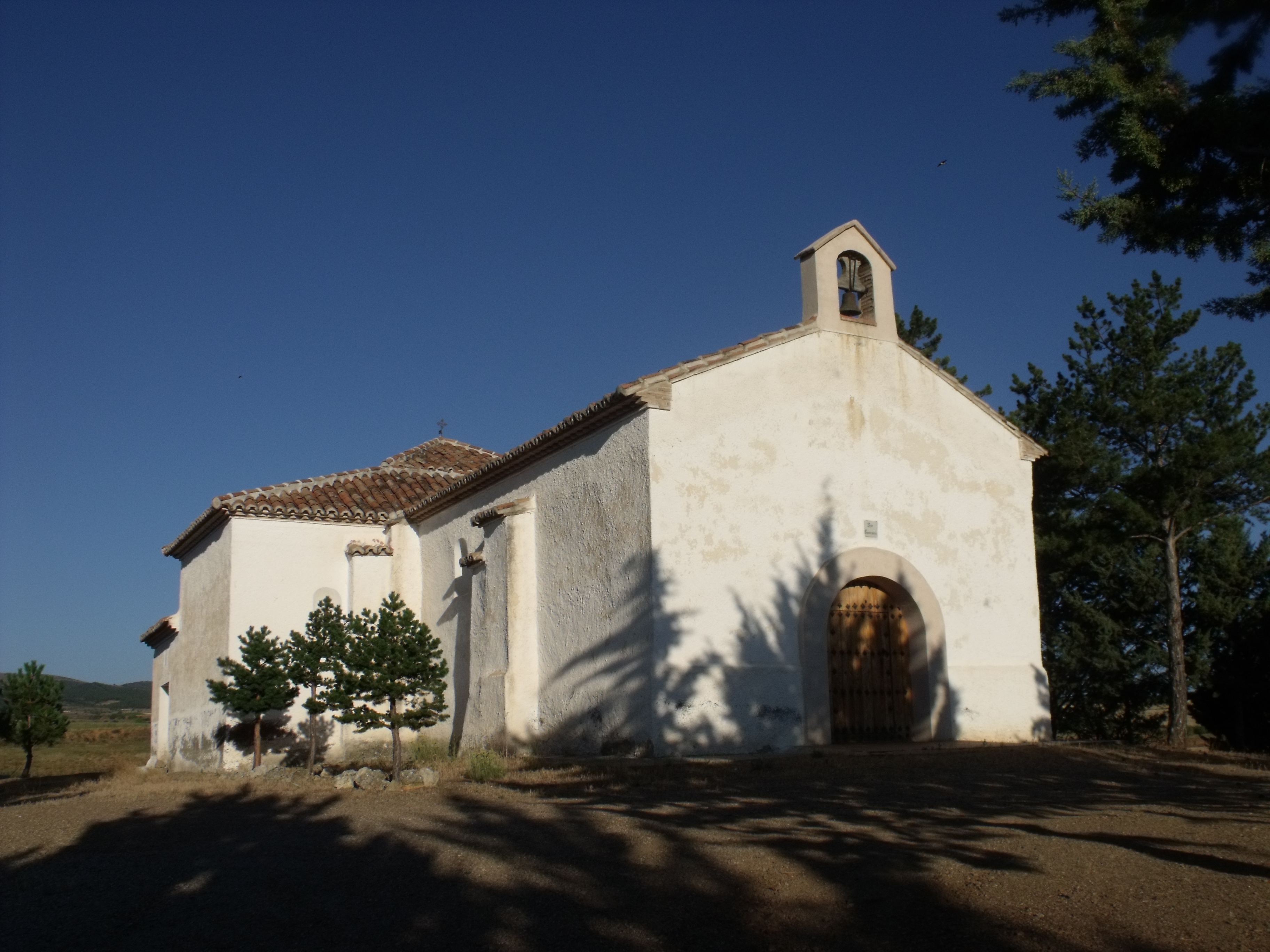
Franziskuskapelle
- Marienkapelle
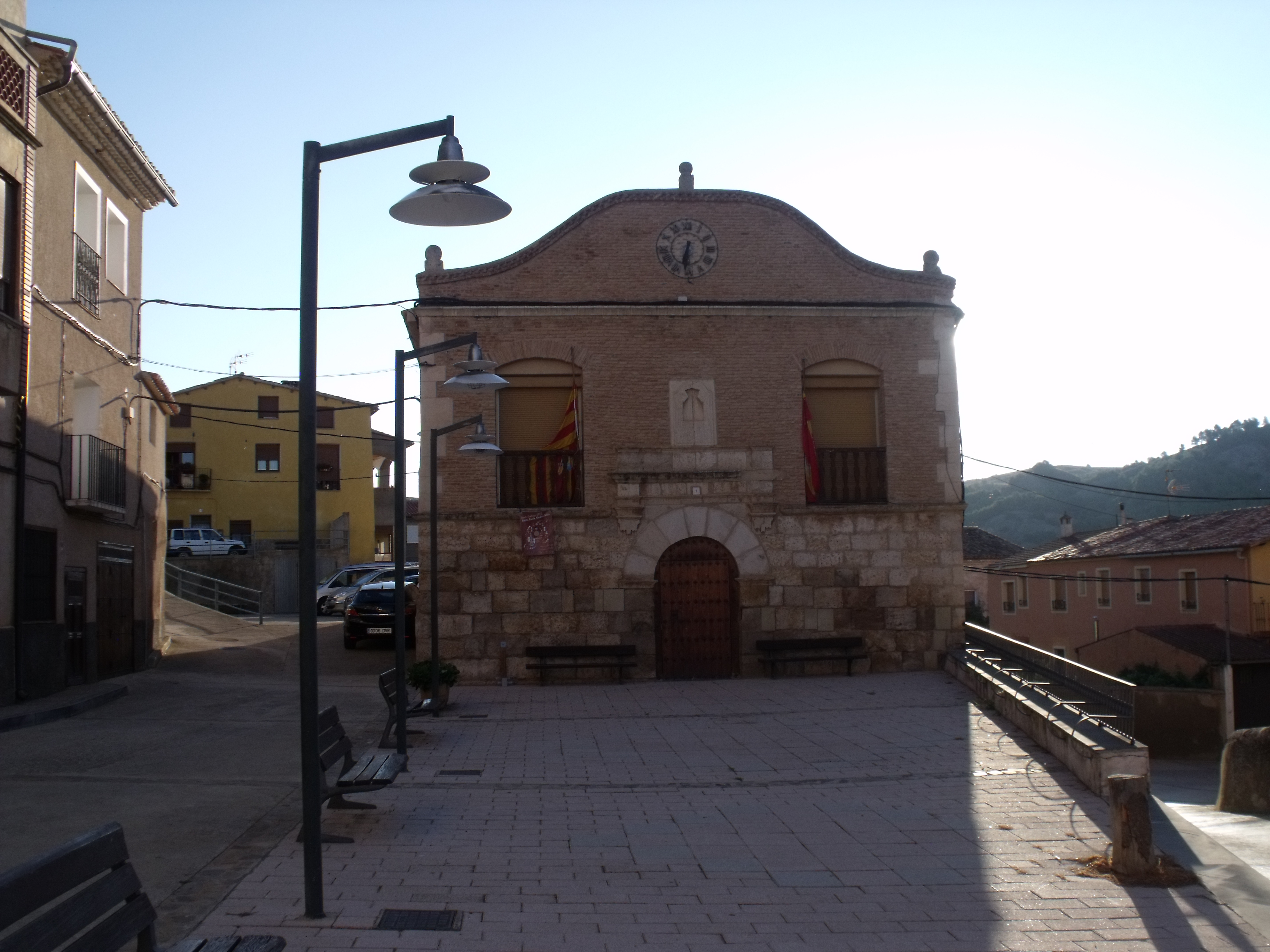
Rathaus
- Weinmuseum

- Martinskirche
- Franziskuskapelle
- Rathaus